# Poševní klenba

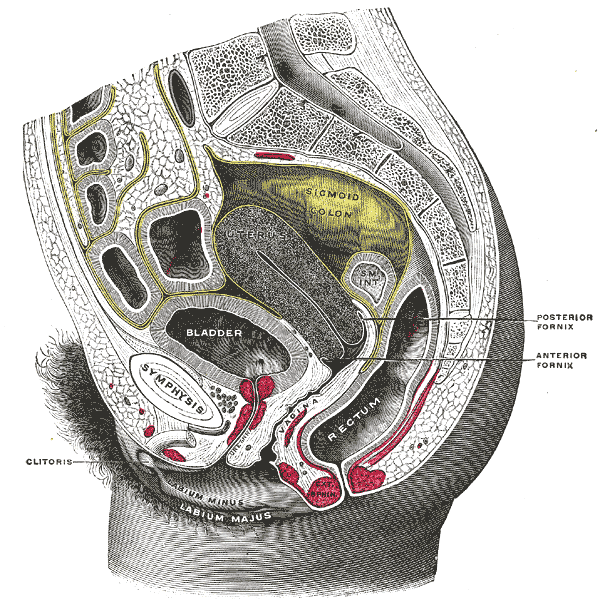
Anatomie pohlavních orgánů ženy - přední a zadní poševní klenba

Poševní klenba (lat. fornix vaginae) je část pochvy v okolí děložního čípku. Pochva ženy je skloněna poněkud dozadu a děloha, směřující vpřed, je do ní zaústěna vyčnívajícím děložním čípkem, zadní hloubka pochvy je ale výrazně vyšší. Proto je zadní děložní klenba větší než ta přední a laterální.
Poševní klenba je vystlána dlaždicovitým nerohovatějícím epitelem, podobně jako zbytek pochvy. Je bohatě prokrvená, ale není příliš inervovaná a tím pádem ani citlivá.